# Harwick
Harwick är en ort i Allegheny County i delstaten Pennsylvania, USA.